# Gaston Rahier
Gaston Rahier (Chaineux, 1º febbraio 1947 – Creil, 8 febbraio 2005) è stato un pilota motociclistico belga, specializzato nelle competizioni fuoristrada.

## Biografia

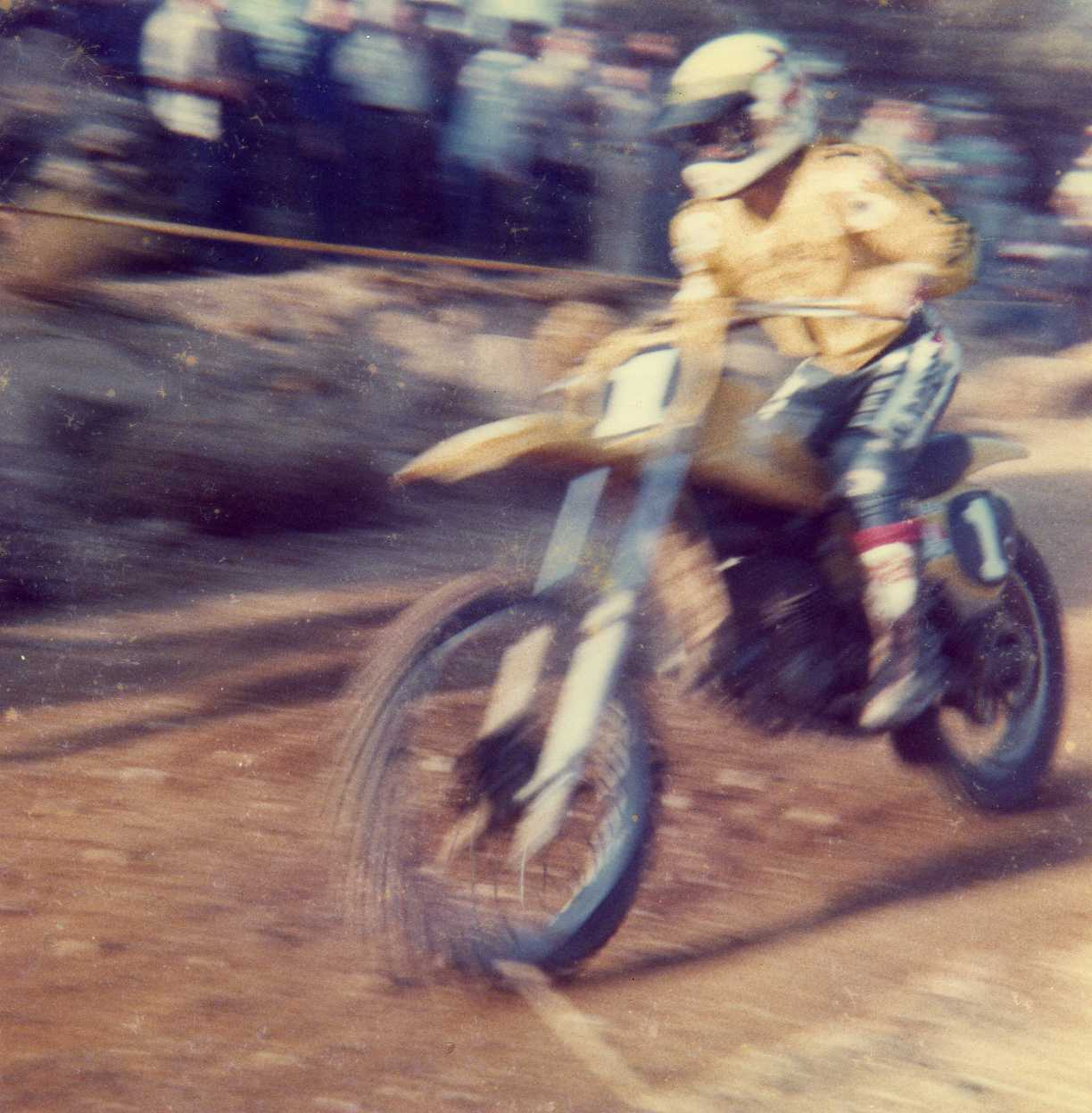
Rahier nel 1978.

Gaston Rahier ha iniziato la sua carriera nel 1963, anno in cui vinse il campionato juniores belga di motocross con una Bultaco. Dal 1967 corre con le ČZ 125 e 250, vincendo con la quarto di litro cecoslovacca il suo primo titolo nazionale di cross; nel frattempo aveva anche esordito (1968) nel campionato mondiale di motocross in Classe 500.
Ingaggiato dalla Suzuki nel 1972 come prima guida, con la moto giapponese fu campione del mondo di motocross nella classe 125, di nuova istituzione nel mondiale, con una RM 125, nel triennio che va dal 1975 al 1977. Partito col favore dei pronostici anche nella stagione 1978, finì secondo dietro il compagno di Marca Akira Watanabe anche a causa di alcuni infortuni. Lasciata la Suzuki per la Yamaha nel 1979, nella stagione 1980 fu ingaggiato dalla Gilera, casa per la quale vinse il suo ultimo GP (Jugoslavia 1980). Dopo aver dovuto interrompere la carriera a causa di un grave incidente occorsogli nel 1982, si dedicò alle massacranti gare in Africa come il Rally Dakar che vinse due volte, nel 1984 e nel 1985 a bordo di una BMW R80 G/S. 
La BMW R80 G/S Paris Dakar, versione enduro più estrema della normale BMW R80 G/S, fu prodotta con caratteristiche tecniche ed estetiche che ricordavano le R80 usate da Rahier durante le vittoriose gare africane . In questo modello infatti, il serbatoio era maggiorato a 32 litri, la sella era singola e la moto veniva fornita priva di fiancatine. Questo versione, prodotta in 3190 esemplari, era molto simile alla moto usata da Gaston Rahier ed è caratterizzata dalla firma del pilota belga sul serbatoio.
Caratteristiche del pilota erano i baffi e la statura minuta, che quasi lo facevano scomparire sulla R80 con serbatoio maggiorato. Rahier aveva fatto eliminare il motorino d'avviamento dalla sua moto per guadagnare qualche chilo. L'accensione veniva effettuata con la pedivella salendo in piedi sopra al cilindro e saltando sulla leva.
Nel 1988 Rahier tornò alla Suzuki che aveva appena approntato il monocilindrico di produzione più grande del mondo la grande DR 800 BIG. Rahier vinse il rally dei Faraoni del 1988 e provò a vincere la Parigi Dakar sfruttando la leggerezza della sua moto monocilindrica rispetto alle grosse bicilindriche di BMW, Cagiva ed Honda ma si classificherà solo nono. Riprovò l'anno successivo ma sempre senza successo.
Il ritiro dalle competizioni avvenne definitivamente nel 2000, Rahier morì nel 2005 a Parigi, non ancora sessantenne, di cancro.

## Palmarès rally
| Paris Dakar       | Paris Dakar | Paris Dakar | Paris Dakar |
| ----------------- | ----------- | ----------- | ----------- |
| Vincitore         | 1984        | BMW         | G/S         |
| Vincitore         | 1985        | BMW         | G/S         |
| Rally dei Faraoni |             |             |             |
| Vincitore         | 1988        | Suzuki      | Dr big      |